# Goal! 3: Taking on the World
Goal! 3: Taking on the World (¡Goool! 3: El juego final en España y México y Gol 3 en Argentina) es una película dirigida por Andrew Morahan y escrita por Mike Jefferies, Adrian Butchart y Terry Loane. Esta película es el tercera y última etapa de la trilogía Goal! con Kuno Becker,  JJ Feild y Leo Gregory.
Se presentó en el Reino Unido en junio de 2009, y fue distribuida directamente en DVD y Blue-Ray.
Esta película casi no hace referencia a las dos anteriores, excepto en una escena en la que Santiago habla de Roz, diciendo que compartirían la custodia del bebe y no se volverían a reconciliar. Con esto se da a suponer que Gavin Harris se retiró o volvió a Newcastle. En esta película se revela que Santiago tenía intenciones de volver a Inglaterra con el Tottenham.

## Producción
El rodaje de Goal! 3 se inició el 8 de octubre de 2007 y acabó el 17 de noviembre del mismo año. El rodaje tuvo lugar en Nottingham. Contó con un presupuesto aproximado de 1.5 millones de dólares, y recaudó, al año de su estreno y solo por ventas de DVD 2 millones. JJ. Feild y Leo Gragory interpretan los papeles protagonistas.

## Argumento
El futbolista mexicano Santiago Muñez y sus mejores amigos y jugadores de la selección inglesa Charlie Braithwaite y Liam Adams, son convocados para sus respectivas selecciones nacionales en la Copa Mundial de la FIFA de 2006 en Alemania.
Sin embargo, la tragedia cae sobre ellos. Los tres amigos y la prometida de Braithwaite, Sophia Tardelli, sufren un accidente de tráfico que impide a Muñez disputar el torneo por sus heridas. Mientras tanto, Liam Adams descubre para su horror que él tiene una hija, Bella, con su exnovia June. Esto sólo aumenta el alcoholismo preexistente de Liam y su salida del Real Madrid. Se revela que Muñez ha negociado para regresar a Inglaterra como jugador del Tottenham Hotspur con un contrato de 2 años, junto con Liam, que vuelve a firmar por el Newcastle United, el club original de ambos exjugadores del Real Madrid. La película continúa representando el Mundial desde la perspectiva inglesa. Liam anota contra Suecia (2-2), con la asistencia de un cabezazo de Charlie, e Inglaterra avanza a la siguiente ronda. Sin embargo, en el partido contra Ecuador en octavos de final, Charlie se lesiona y luego se derrumba en el vestuario. Es llevado al hospital y muere en el camino a causa de un aneurisma provocado por el accidente de tráfico. Inglaterra es eliminada en cuartos de final contra Portugal, donde Liam falla un penalti crucial contra el portero portugués Ricardo mientras Cristiano Ronaldo anota.
Más tarde, Liam le propone matrimonio a June. Santiago Muñez es el padrino. Durante su discurso de bodas recuerda a Charlie y sus ojos se llenan de lágrimas. A medida que el confeti es lanzado sobre Liam y June, se muestra a Italia levantando el trofeo de la Copa del Mundo después de vencer a Francia en los penaltis en la final.
También, ya después del torneo, estando de viaje en Alemania con su furgoneta festiva de St. George's Cross, se encuentran los "Geordie Boys", que aparecieron por primera vez en la primera película. Los fanáticos del Newcastle Gordon, Foghorn, Walter y Phil viven aventuras embriagantes y mujeriegas en Alemania.

## Reparto
- Leo Gregory como Charlie Braithwaite.
- JJ Feild como Liam Adams.
- Kuno Becker como Santiago Muñez.
- Nick Moran como Nick Ashworth.
- Tamer Hassan como Ronnie.
- Kasia Smutniak como Sophia Tardelli.
- Anya Lahiri como June.
- Wendy McGregor Fitzsimmons como Sue.
- Mike Elliott como Gordon.
- Christopher Fairbank como Foghorn.
- Jack McBride como Walter.
- Craig Heaney como Phil.

### Cameos
Los siguientes futbolistas y funcionarios de la FIFA aparecieron en la película mediante imágenes de archivo:
| - Esteban Cambiasso - Horacio Elizondo (árbitro) - John Aloisi - Tim Cahill - Frank De Bleeckere (árbitro) - Kaká - Ronaldo - Milan Baroš - Ulises de la Cruz - Agustín Delgado - Iván Kaviedes - Cristian Mora - David Beckham - Michael Carrick - Jamie Carragher - Ashley Cole - Joe Cole - Peter Crouch - Zinedine Zidane | - Rio Ferdinand - Steven Gerrard - Owen Hargreaves - Frank Lampard - Aaron Lennon - Gary Neville - Paul Robinson - Wayne Rooney - John Terry - Thierry Henry - Emmanuel Petit - David Trezeguet - Miroslav Klose - Fabio Cannavaro - Filippo Inzaghi - Gerardo Torrado - Rafael Márquez - Ruud van Nistelrooy | - Ricardo Carvalho - Maniche - Fernando Meira - Miguel - Hélder Postiga - Ricardo - Cristiano Ronaldo - Simão - Ronaldinho - Luis García - Fernando Torres - Xavi Hernández - Henrik Larsson - Fredrik Ljungberg - Marcus Allbäck - Zé Roberto - Massimo Busacca (árbitro) |

## Crítica y recepción
La película obtuvo pésimas críticas, ya que se pierde la continuidad con Goal II y Santiago Muñez no la protagoniza. También por el exceso de uso de pantallas verdes y efectos especiales de poca calidad, sin mencionar el hecho del éxito moderado de la película anterior que pudo permitir que fuese estrenada en los cines.